# Bacharuddin Jusuf Habibie

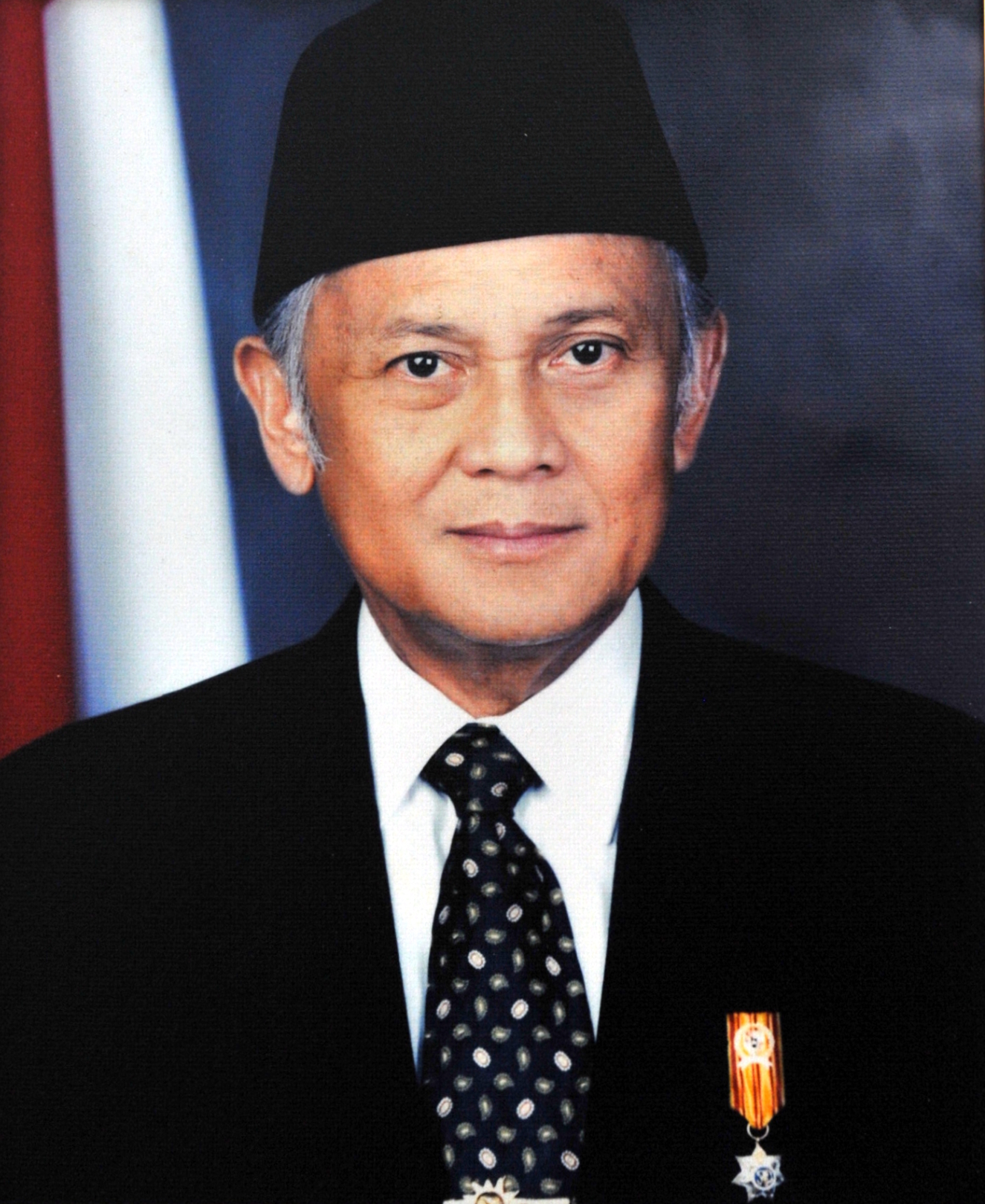
Bacharuddin Jusuf Habibie (1998)

Bacharuddin Jusuf Habibie (* 25. Juni 1936 in Pare-Pare auf Sulawesi, Indonesien; † 11. September 2019 in Jakarta) war ein indonesischer Wissenschaftler und Politiker. In den Jahren 1998 und 1999 war er Staatspräsident von Indonesien.

## Leben
Habibie war schon als Jugendlicher mit dem späteren Präsidenten Suharto bekannt. 1954 ging er mit einem Stipendium nach Deutschland und studierte an der RWTH Aachen Luft- und Raumfahrttechnik mit Abschluss als Diplom-Ingenieur 1960; er promovierte an gleicher Stelle 1965 mit der Auszeichnung „summa cum laude“. Im Anschluss wechselte er zu Messerschmitt-Bölkow-Blohm und stieg dort bis zum Vice President (Leitender Angestellter) auf. 1988 wurde er Ehrenbürger der RWTH Aachen.
Nach seiner 1974 erfolgten Rückkehr nach Indonesien wurde er 1978 von Suharto zum Staatsminister für Forschung und Technologie ernannt und initiierte den Einstieg Indonesiens in verschiedene moderne Technologien. Am 10. März 1998 wurde Habibie Vizepräsident und am 21. Mai 1998 nach Suhartos Rücktritt dritter Präsident von Indonesien seit der Unabhängigkeit.
Habibie begann mit Reformen, um die bisherige Diktatur in eine Demokratie umzuwandeln. Unter anderem ließ er freie Gewerkschaften und freie Wahlen zu und ließ politische Gefangene aus den Gefängnissen frei. Sein Versuch des Aufbaus einer indonesischen Flugzeugproduktion war nicht von Erfolg gekrönt. Mit der Entscheidung, innerhalb eines Jahres ein Unabhängigkeitsreferendum in Osttimor zuzulassen, überraschte Habibie sowohl seine Militärs, als auch die internationalen Kritiker der Besetzung Osttimors, die seit 1975 andauerte und fast einem Viertel der Bevölkerung der ehemaligen portugiesischen Kolonie das Leben gekostet hatte. Australiens Premierminister John Howard hatte zur Konfliktlösung vorgeschlagen, Osttimor zunächst weiterreichende Autonomie innerhalb Indonesiens zu gewähren und später ein Referendum über die Zukunft durchzuführen. Habibie wollte aber bei einem unsicheren Ausgang keine weiteren Investitionen in Osttimor verschwenden und entschied sich für die schnelle Entscheidung zwischen Autonomie und völlige Unabhängigkeit. In seinem Kabinett herrschte Zuversicht, da man die Stimmung in Osttimor falsch einschätzte und man auch hoffte, das Ergebnis zugunsten Indonesiens beeinflussen zu können. Das indonesische Militär begann bereits im Vorfeld des Referendums mit Einschüchterungsversuchen bei der Bevölkerung, auch durch Gewalt. Habibie lehnte Forderungen der internationalen Gemeinschaft ab, eine UN-Schutztruppe nach Osttimor zu lassen. Die Sicherheit blieb in Verantwortung des indonesischen Militärs. Als klar wurde, dass das Wahlergebnis vom 30. August 1999 klar die Unabhängigkeit forderte, startete das Militär mit der Operation Donner eine Vergeltungsaktion, die das Land verwüstete, 250.000 Osttimoresen aus ihren Häusern vertrieb und 1500 bis 2000 Menschen das Leben kostete. Erst jetzt beugte sich Habibie dem internationalen Druck und ließ die Entsendung der INTERFET zu, die Osttimor wieder befriedete. Das Land kam unter UN-Verwaltung und wurde 2002 unabhängig.
Habibies demokratische Reformen steigerten seine Popularität in der Bevölkerung nicht und beim Militär hatte Habibie bereits vor dem Verlust Osttimors Probleme. Armeechef Wiranto drohte noch zwei Tage vor der Entscheidung Habibies für eine UN-Eingreiftruppe für diesen Fall mit einem Staatsstreich. Angesichts des Widerstands entschied sich Habibie, nicht mehr zu einer Wiederwahl als Präsident zu kandidieren. Am 20. Oktober folgte ihm im Amt Abdurrahman Wahid, der die demokratischen Reformen weiterführte.
Habibie verstarb 2019 im Gatot Subroto-Armeekrankenhaus in Jakarta, wo er wegen Herzproblemen behandelt wurde. Tausende Trauernde säumten die Straßen, als der Leichnam zum Kalibata Heldenfriedhof gefahren wurde.

## Schriften (Auswahl)
- Beitrag zur Temperaturbeanspruchung der orthotropen Kragscheibe. Dissertation an der RWTH Aachen, 25. November 1965
- Entwicklung eines Berechnungsverfahrens zur Bestimmung der Rißfortschrittsgeschwindigkeit an Schalenstrukturen aus A1-Legierungen und Titanium. Hamburger Flugzeugbau GmbH, Messerschmitt-Bölkow-Blohm GmbH, 1969
- Entwicklung eines Verfahrens zur Bestimmung des Rißfortschritts in Schalenstrukturen. Hamburger Flugzeugbau GmbH, Messerschmitt-Bölkow-Blohm GmbH, 1970
- Eine Berechnungsmethode zum Voraussagen des Fortschritts von Rissen unter beliebigen Belastungen und Vergleiche mit entsprechenden Versuchsergebnissen. Vortrag auf der 4. Jahrestagung der DGLR am 11–13. Oktober 1971 in Baden-Baden, Verlag Messerschmitt-Bölkow-Blohm GmbH, 1971
- B. J. Habibie; B. Laschka (Hrsg.): Proceedings of the International Symposium on Aeronautical Science and Technology of Indonesia, Indonesian Aeronautical and Astronautical Institute; Deutsche Gesellschaft für Luft- und Raumfahrt, 1986
- Sophisticated Technologies. Taking root in developing countries. In: International Journal of Technology Management (IJTM). Band 5, Nr. 5, 1990, S. 489–497
- 517 Tage. Indonesien: Geburt einer Demokratie, Mit einem Geleitwort von Helmut Schmidt. Herbert Utz Verlag, München 2009, ISBN 978-3-8316-0888-1
- Habibie und Ainun: „Ein Glück, dass es Gott gibt“. Spuren der Liebe. PT. THC Mandiri, Jakarta 2011, ISBN 978-979-1255-17-2, Universitas Verlag, München 2012, ISBN 978-3-8004-1512-0

## Ehrungen
- Ponte B. J. Habibie und Jardim B. J. Habibie in Dili (Osttimor).